# Meili (köpinghuvudort i Kina, Jiangsu Sheng, lat 31,71, long 120,86)
Meili (kinesiska: 梅李镇) är en köpinghuvudort i Kina. Den ligger i provinsen Jiangsu, i den östra delen av landet, omkring 200 kilometer öster om provinshuvudstaden Nanjing. Antalet invånare är 98 271. Befolkningen består av 50 248 kvinnor och 48 023 män. Barn under 15 år utgör 8,0 %, vuxna 15-64 år 76 %, och äldre över 65 år 14,0 %.
Runt Meili är det mycket tätbefolkat, med 1 463 invånare per kvadratkilometer. Närmaste större samhälle är Changshu City, 13,5 km sydväst om Meili. Trakten runt Meili består till största delen av jordbruksmark.
Genomsnittlig årsnederbörd är 1 488 millimeter. Den regnigaste månaden är juli, med i genomsnitt 228 mm nederbörd, och den torraste är januari, med 46 mm nederbörd.